# Институт социологии НАН Украины
Институт социологии Национальной академии наук Украины (укр. Інститут соціології НАН України) — украинский научный центр в области социологии. Адрес института: Украина, 01021, Киев-21, ул. Шелковичная, 12.

## История
Выделился в ноябре 1990 года из Института философии Академии наук Украины, сформировавшись из нескольких социологических отделов (существовавших с 1968 года).

## Исследования, проводящиеся в институте
Содержание и характер научных исследований института направлены на выявление закономерностей и основных тенденций социального развития украинского общества, воссоздание в научных концепциях динамического образа современного украинского социума, анализ особенностей общественных преобразований, определение основных показателей, форм и последствий социальных изменений, которые происходят на Украине на стыке тысячелетий.

### Приоритетные направления
- особенности социально-статусной стратификации;
- тенденции и механизмы социальной дифференциации;
- тенденции трансформации социальной структуры общества;
- динамика массового сознания населения;
- социальные условия формирования рыночной экономики;
- факторы адаптации личности в условиях общественного кризиса;
- динамика социального самочувствия населения;
- становление гражданского общества и формирование украинской элиты;
- социология культуры и массовой коммуникации;
- история, теория, методология социологии, социология политики и т. д.

Институтом реализована многолетняя программа исследования социальных последствий Чернобыльской катастрофы и постчернобыльской социальной политики.
Важными направлениями деятельности института являются мониторинг общественного мнения, исследования социально-политических настроений и ориентаций различных слоёв населения, социально-психологических факторов стабилизации и интеграции украинского общества. Теоретико-методологические разработки института оказывают влияние на развитие социологического образования на Украине. Сотрудниками института издаются учебники и учебные пособия, справочники для студентов, государственных служащих, социологов-практиков.

### Методики
Сбор, обработка и анализ социологической информации проводится с использованием современного программного обеспечения и компьютерной техники. В институте сформирован банк социологической информации, отвечающий международным стандартам, позволяющий проводить сравнительный анализ уже накопленных и ожидаемых результатов эмпирических социологических исследований.
Институт имеет развитую сеть профессиональных интервьюеров для проведения репрезентативного национального опроса представителей всех социальных слоёв населения Украины. Масштабные мониторинговые исследования дают возможность не только теоретически осмыслить процесс общественной трансформации, а и реально способствуют выяснению причин и способов преодоления социальных конфликтов, напряжённости, выработке технологии достижения социального партнёрства и социального благополучия в обществе.

## Научно-образовательная деятельность
Институт является ведущим центром Украины по подготовке аспирантов и докторантов разных социологических дисциплин.

## Аффилированные организации
На базе Института функционирует Социологическая ассоциация Украины, объединяющая украинских учёных, учреждения и организации, работающие в сфере социологии. При Институте функционирует Высшая школа социологии, повышающая квалификацию специалистов в области теоретических и прикладных социологических исследований.

## Издания института
Институт издаёт научно-теоретический журнал «Социология: теория, методы, маркетинг» (основан в 1997, публикуется на украинском, а с 1999 — и на русском языке).